# Азово (Омская область)
Азо́во — село, административный центр Азовского немецкого национального района и Азовского сельского поселения Омской области.
Население — 7545 человек (2021).
Основано в 1909 году.

## Физико-географическая характеристика
Село находится в пределах лесостепной зоны Ишимской равнины, являющейся частью Западно-Сибирской равнины, на высоте около 108 метров над уровнем моря. Гидрографическая сеть не развита: реки и озёра в окрестностях населённого пункта отсутствуют.
Азово расположено в 46 км к юго-западу от областного центра города Омск .
Климат
Климат резко континентальный, со значительными перепадами температур зимой и летом (согласно классификации климатов Кёппена — влажный континентальный климат (Dfb) с тёплым летом и холодной и продолжительной зимой). Многолетняя норма осадков — 384 мм. Наибольшее количество осадков выпадает в июле — 73 мм, наименьшее в марте — 19 мм. Среднегодовая температура положительная и составляет — 1,4 С, средняя температура января — −17.3 С, июля — 19.6 С.

## История
По неофициальным данным, село Азово начало заселяться с начала XX века, возможно, с 90-х годов XIX века переселенцами из Малороссии.
По официальным источникам в 1908 году переселенческий участок № 120 близ киргизского становища Токултай был обмерен и рекомендован для планового размещения на нём переселенцев. В 1909 году на этом участке «столыпинцами» основано село Азово. Его заселяли выходцы из низовий Дона, очевидно, именно поэтому и было выбрано название Азово — в память о прежнем местожительстве. Из-под города Азова области Войска Донского были семьи Кваши, Кириченко, Колдиных. Основную часть населения Азово составили выходцы из (Курской, Тамбовской, Харьковской, Екатеринославской, Херсонской, Полтавской, Киевской губерний). В 1909 году решением общего схода образовалась сельская община и утвердилось название села — «Азо́во». Эту дату — дату образования сельской общины — и принято считать моментом рождения села.
К 1913 году в Азово насчитывалось 73 двора и 430 человек.
В 1928 г. село Азовское состояло из 153 хозяйств, основное население — украинцы. Центр Азовского сельсовета Сосновского района Омского округа Сибирского края.
C 1925 по 1929 год — районный центр Сосновского района Омского округа Сибирского края, с 1939 по 1963 — Азовского района Омской области. 13 октября 1991 г. был проведён референдум, в котором приняли участие 78% жителей Азово, из их числа 86,9% проголосовали за создание Азовского немецкого национального района. В 1992 г. с. Азово стало центром немецкого национального района.
С 1992 года административный центр Азовского немецкого национального района.

## Население
| 1926 | 1939  | 1959  | 2002  | 2010  | 2021  |
| ---- | ----- | ----- | ----- | ----- | ----- |
| 980  | ↗1217 | ↗2239 | ↗5376 | ↗5997 | ↗7545 |

### Гендерный состав
По данным Всероссийской переписи населения 2010 года в гендерной структуре населения из 5997 человек мужчин — 2820, женщин — 3177 (47,0 и 53,0 % соответственно).

### Национальный состав
Согласно результатам переписи 2002 года, в национальной структуре населения русские составляли 61 % от общей численности населения.

## Культура
Село богато культурным наследием, имеется библиотека, несколько школ, в том числе школа искусств , также имеется свой Дом Культуры.
В селе проводятся различные конкурсы и фестивали, посвящённые в том числе немецкой культуре, как пример Maiglöckchen (с нем. Ландыш) – открытое творческое соревнование самодеятельных коллективов, Цент-ров немецкой культуры и национально-культурных объединений Омской области. В 2021 году участниками конкурса стали 12 вокальных ансамблей и 14 сольных исполнителей из различных районов Омской области.
В 2021 году была издана специальная рабочая тетрадь, которая поможет освоить историю, географию и культуру района. Рабочая тетрадь «География Азовского района» создана методистом Районного центра досуга и методической помощи Кристиной Мироновой.

## Интересные факты
Вот уже несколько лет село Азово участвует в международной программе по перевоспитанию трудных подростков. На «исправление» в Сибирь направляют «трудных подростков» из Германии, с которыми не могут справиться немецкие педагоги и социальные работники. В сибирской глубинке немецкие подростки живут около одного года. По возвращении в Германию 80 % из них прекращают практиковать антисоциальное поведение.